# Опера комик
Об одноимённом парижском театре см. Опера-Комик
Опера́ коми́к (фр. opéra-comique) — жанр французского музыкального театра XVIII—XIX веков, основанный на сочетании музыкальных номеров и разговорных диалогов. Сложился в своей классической форме и долгое время практиковался в одноимённом парижском театре. В XIX веке развивался в направлении драмы (оперы Жоржа Бизе) и оперетты (Жак Оффенбах).
Французская комическая опера середины XVIII века отразила пресыщение третьего сословия классицизированными героико-мифологическими операми Люлли и Рамо, которые традиционно ставились при версальском дворе в соответствии со вкусами придворной аристократии. Изгнанный из сферы «высокого искусства» заряд сатиры и комедии впитали в себя представления ярмарочных театров Парижа и театра итальянской комедии.

В 1752 году гастроли в Париже итальянской труппы, представившей публике, среди прочего, оперу-буффа Дж. Б. Перголези «Служанка-госпожа», породили войну памфлетов между сторонниками старого и нового искусства (т. н. война буффонов, аналог спора о древних и новых среди литераторов). Итальянских комедиантов поддержали такие крупные фигуры Просвещения, как Д. Дидро, М. Гримм, Ж. Ж. Руссо. Последний в пылу полемики даже написал пастораль из жизни заурядных современников под названием «Деревенский колдун» (1752). С подачи Руссо в комическую оперу проникли элементы зарождающегося сентиментализма — пейзанские сюжеты, культ благородной чувствительности. 
Временем расцвета комической оперы на парижской сцене стали 1750-е и 1760-е годы, когда свои силы этому жанру всецело посвятили популярные композиторы второго ряда Э. Р. Дуни, Ф. А. Филидор, П. А. Монсиньи и А. Э. М. Гретри, с которыми сотрудничали либреттисты Ш. С. Фавар, Ж. Ф. Мармонтель и М. Ж. Седен. Их произведения пользовались успехом и в России. Например, репертуар шереметевского крепостного театра в Кусково состоял из опер Гретри; в одной из них на сцене дебютировала крепостная актриса Прасковья Жемчугова.
В сравнении с итальянскими аналогами (опера-буффа) обращает на себя внимание разнообразие тематики и социальный подтекст французских комических опер. Немало общего с ними имеют и выдержанные в целом в итальянском стиле комические оперы, которыми славился при венском дворе Кристоф Виллибальд Глюк.
В начале XIX века комическая опера Франции постепенно растеряла свои сатирические обертоны. В эпоху романтизма сюжеты опер тяготеют к трагедии, излюбленная тема — свержение тирании (т. н. «опера спасения»). С комическими операми предыдущего столетия их сближает только формальный признак — обилие разговорных диалогов и арий. К наиболее прославленным образцам французской оперы с диалогами принадлежат «Фра Дьяволо» Ф. Обера (1830) и «Кармен» Бизе (1875).